# Takva
Takva (título en inglés: Takva: A Man's Fear of God) es una película dramática turca de 2006 dirigida por Özer Kızıltan y protagonizada por Erkan Can, Güven Kıraç y Meray Ülgen. Fue seleccionada como la película turca para competir en la categoría de mejor película de habla no inglesa en la edición número 80 de los Premios de la Academia, pero finalmente no fue nominada.

## Sinopsis
Muharrem, humilde y devoto, lleva una existencia solitaria y exigua de oración y abstinencia sexual. Su extraordinaria dedicación atrae la atención del jeque de una orden sufí de Estambul que le ofrece un puesto administrativo como gerente de las propiedades del seminario que apoyan una escuela para huérfanos y niños pobres. El nuevo trabajo de Muharrem lo arroja a un mundo exterior moderno que no ha experimentado antes. Pronto es testigo de actitudes conflictivas y dilemas hacia el alcohol, la caridad y la honestidad. Se da cuenta de que él mismo se ha vuelto orgulloso, dominante e incluso deshonesto. Para empeorar las cosas, la paz interior de Muharrem se ve distorsionada por la imagen atormentadora de una mujer seductora que lo tienta en sus sueños, tanto de día como de noche. Con su devoción ahora puesta a prueba, su temor a Dios comienza a devorar sus sentidos. Muharrem permanece firme buscando el perdón de Alá y la guía de su jeque, en quien tiene total fe.
El jeque se presenta como evidencia de la corrupción del poder. A lo largo de la historia, el jeque guía a Muharrem en el camino místico, sin embargo, Muharrem está confundido por la falta de sensibilidad del jeque. Cuando Muharrem se enfrenta a sus mayores crisis espirituales, el jeque, que está en retiro, no está disponible para aconsejarlo.
La película termina con Muharrem experimentando una crisis espeiritual excelentemente retratada, impulsada por su piedad interior que choca contra el cambio discordante que ve en sí mismo, provocado por su nuevo trabajo que lo empuja sin preparación hacia el mundo moderno. Él termina catatónico en la cama, siendo cuidado por la hija del jeque, pero completamente ajeno a su presencia.

## Reparto
- Erkan Can es Muharrem.
- Güven Kıraç es Rauf.
- Meray Ülgen es Seyh.
- Erman Saban es Muhittin.
- Settar Tanriögen es Ali Bey.
- Engin Günaydin	es Erol.
- Murat Cemcir es Mahmut.
- Müfit Aytekin es Ünal.

## Premios
- 2006 - Festival Internacional de Cine de Antalya: Mejor actor, mejor dirección de arte, mejor fotografía, mejor diseño de vestuario, mejor banda sonora, mejor guion, premio especial del jurado, entre otros.
- 2007 - Asia Pacific Screen Awards: Mejor actor.
- 2007 - Festival Internacional de Cine de Berlín: Premio FIPRESCI.
- 2007 - Festival de Cine de Ginebra: Mejor actor.
- 2007 - Festival Internacional de Cine de Estambul: Mejor película.
- 2007 - Festival de Cine de Nuremberg: Mejor actor.
- 2007 - Festival de Cine de Sarajevo: Mejor película, premio del jurado.
- 2006 - Festival Internacional de Cine de Toronto: Premio Innovation.
- 2007 - Tallinn Black Nights Film Festival: Gran premio de Eurasia.[5]